# Tres Islas
Tres Islas est une ville de l'Uruguay située dans le département de Cerro Largo. En 2004, sa population est de 211 habitants.

## Géographie
Tres Islas (espagnol: « trois îles ») est située dans le secteur 7. La ville est située à l'ouest de Fraile Muerto et Toledo, et au nord-ouest de Cerro de las Cuentas.

## Population
| Année | Population |
| ----- | ---------- |
| 1963  | 216        |
| 1975  | 190        |
| 1985  | 182        |
| 1996  | 132        |
| 2004  | 211        |

,